# Orange Park
Orange Park ist eine Stadt im Clay County im US-Bundesstaat Florida. Das U.S. Census Bureau hat bei der Volkszählung 2020 eine Einwohnerzahl von 9.089 ermittelt.

## Geographie
Orange Park liegt am linken Ufer des St. Johns River, rund 15 Kilometer nördlich von Green Cove Springs und grenzt im Norden direkt an Jacksonville.

## Geschichte
Als eine direkte Folge des Amerikanischen Bürgerkriegs ging die alte „MacIntosh-Plantage“ pleite, wechselte mehrfach kurzfristig den Besitzer und stand zum Verkauf. Nach dem Kauf einiger Tausend Acres wurde Orange Park 1877 von der Florida Winter Home and Improvement Company gegründet, deren Eigentümer und Investoren aus Boston, Massachusetts, stammten. Die erworbene Fläche wurde erneut aufgeteilt, dieses Mal in verschieden große Parzellen zum Haus- und Farmbau. Gleichzeitig wurde das Straßensystem angelegt. Um die neue Siedlung für Käufer aus dem Norden attraktiver zu gestalten, wurden entlang der Straßen Orangenbäume gepflanzt. Am Flussufer baute man ein großes Hotel mit einem 400 Meter langen Holzanlegesteg, sodass auch die großen Dampfschiffe, die den St. Johns River bis hoch in den Norden befuhren, hier anlegen konnten.
Seit jenen Tagen ist Orange Park drastisch gewachsen und hat sich als das nordöstliche Tor zum Clay County entwickelt. 1995 wurde ein neues Rathaus erbaut.

### Religion
In Orange Park gibt es derzeit 56 verschiedene Kirchen aus 16 unterschiedlichen Konfessionen. Unter den zu einer Konfession gehörenden Kirchen ist die Baptistengemeinde mit 18 Kirchen am stärksten vertreten. Weiterhin gibt es 7 zu keiner Konfession gehörende Kirchen (Stand: 2004).

### Demographische Daten
Laut der Volkszählung 2010 verteilten sich die damaligen 8412 Einwohner auf 3880 Haushalte. Die Bevölkerungsdichte lag bei 832,9 Einw./km². 75,9 % der Bevölkerung bezeichneten sich als Weiße, 14,8 % als Afroamerikaner, 0,3 % als Indianer und 3,2 % als Asian Americans. 2,4 % gaben die Angehörigkeit zu einer anderen Ethnie und 3,4 % zu mehreren Ethnien an. 8,8 % der Bevölkerung bestand aus Hispanics oder Latinos.
Im Jahr 2010 lebten in 27,6 % aller Haushalte Kinder unter 18 Jahren sowie 34,5 % aller Haushalte Personen mit mindestens 65 Jahren. 63,9 % der Haushalte waren Familienhaushalte (bestehend aus verheirateten Paaren mit oder ohne Nachkommen bzw. einem Elternteil mit Nachkomme). Die durchschnittliche Größe eines Haushalts lag bei 2,33 Personen und die durchschnittliche Familiengröße bei 2,89 Personen.
22,2 % der Bevölkerung waren jünger als 20 Jahre, 21,5 % waren 20 bis 39 Jahre alt, 26,9 % waren 40 bis 59 Jahre alt und 29,4 % waren mindestens 60 Jahre alt. Das mittlere Alter betrug 46 Jahre. 47,6 % der Bevölkerung waren männlich und 52,4 % weiblich.
Das durchschnittliche Jahreseinkommen lag bei 46.922 $, dabei lebten 13,7 % der Bevölkerung unter der Armutsgrenze.
Im Jahr 2000 war Englisch die Muttersprache von 95,52 % der Bevölkerung, spanisch sprachen 2,87 % und 1,61 % hatten eine andere Muttersprache.

## Sehenswürdigkeiten
Folgende Objekte sind im National Register of Historic Places gelistet:
- William Clarke Estate
- Joseph Green House
- William Helffrich House
- Orange Park Elementary School

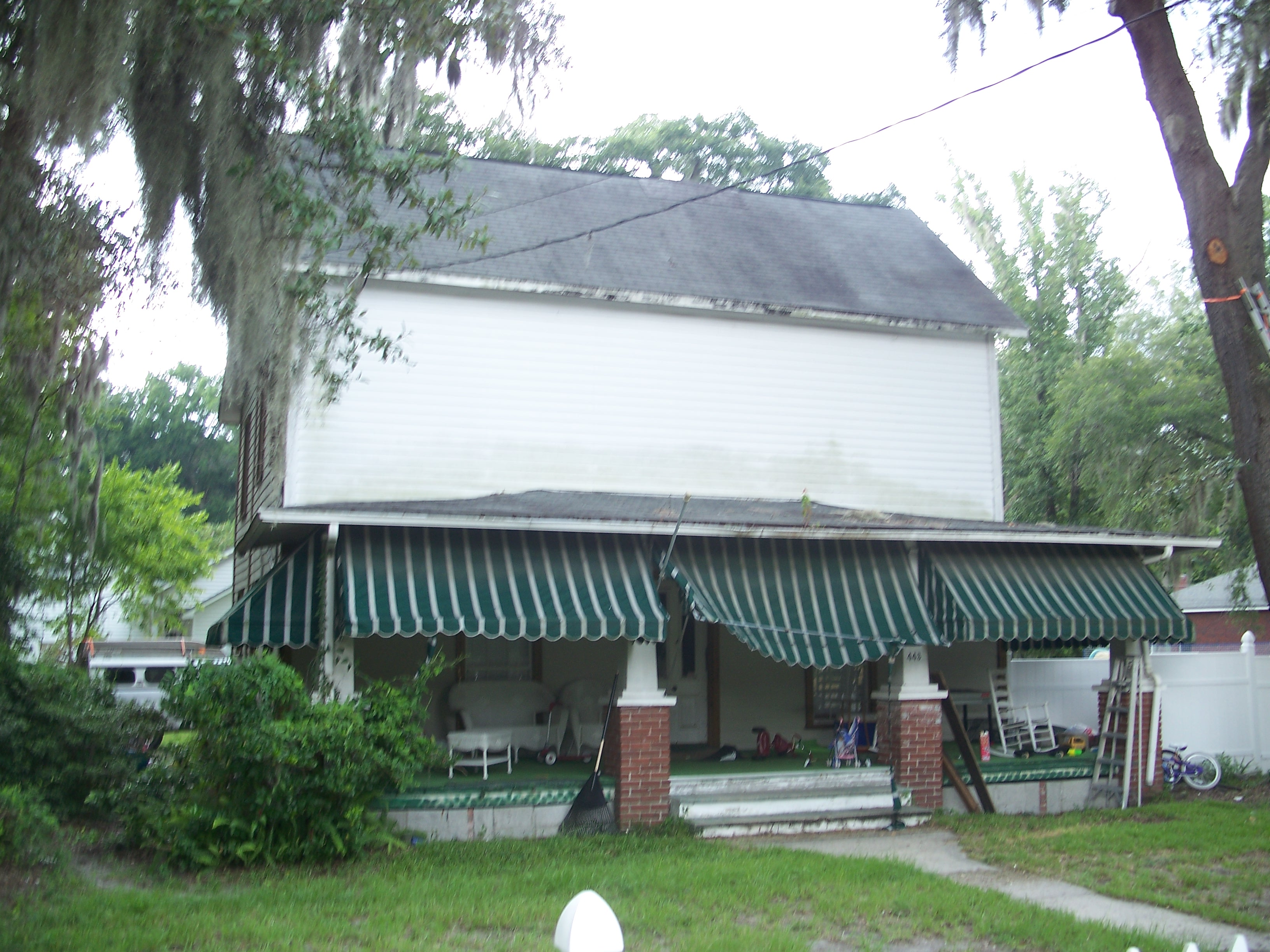
William Westcott House

- Orange Park Negro Elementary School
- River Road Historic District
- William Westcott House
- Winterbourne

## Parks und Sportmöglichkeiten
Es gibt ein breites Angebot von verschiedenen Stadtparks sowie mehrere sportliche Einrichtungen sowie Spielwiesen und Möglichkeiten zum Camping. An Sportmöglichkeiten werden Softball, Baseball, Football, Basketball, Soccer und Schwimmen angeboten.

## Wirtschaft
Eine nennenswerte Industrie gibt es nicht. Die hauptsächlichen Beschäftigungszweige sind: Gesundheit und Soziales: (19,7 %), Handel / Einzelhandel: (13,8 %), Finanzen, Versicherungen und Immobilien: (12,1 %), Zukunftstechnologie, Management, Verwaltung: (10,2 %).

## Schulen
- Fleming Island Elementary School
- Grove Park Elementary School
- Lakeside Elementary School
- Montclair Elementary School
- Orange Park Elementary School
- Ridgeview Elementary School

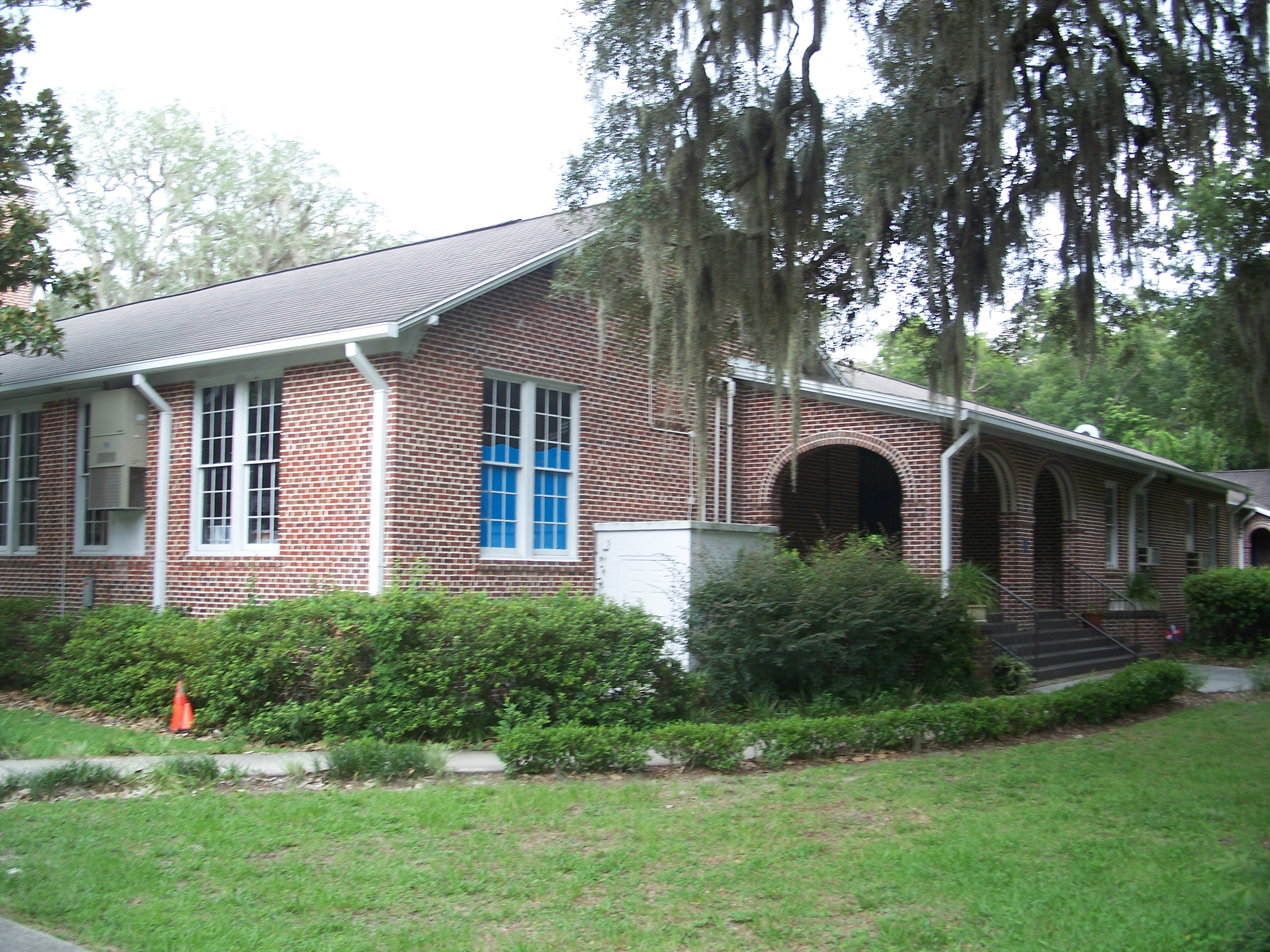
Orange Park Elementary School

- Robert M. Paterson Elementary School
- Grace Episcopal Day School
- Heritage Christian Academy
- Orange Park Christian Academy
- Lakeside Junior High School
- Orange Park Junior High School
- Orange Park High School
- Ridgeview High School
- Fleming Island High School

## Kliniken
- Orange Park Medical Center
- Im nahegelegenen Jacksonville gibt es zur weiteren Versorgung das „Baptist Medical Center“, das „Speciality Hospital Jacksonville“ und das „St. Cincents Medical Center“.

## Verkehr
Durch die Stadt verläuft der U.S. Highway 17 (SR 15).
Der nächste Flughafen ist der rund 40 Kilometer nördlich gelegene Jacksonville International Airport.

## Kriminalität
Die Kriminalitätsrate lag im Jahr 2010 mit 223 Punkten (US-Durchschnitt: 266 Punkte) im durchschnittlichen Bereich. Es gab zwei Vergewaltigungen, sieben Raubüberfälle, 27 Körperverletzungen, 65 Einbrüche, 155 Diebstähle und elf Autodiebstähle.

## Söhne und Töchter der Stadt
- Christopher Fogt (* 1983), Bobsportler und Major der United States Army
- Caeleb Dressel (* 1996), Schwimmer